# Felix-Klein-Gymnasium Göttingen

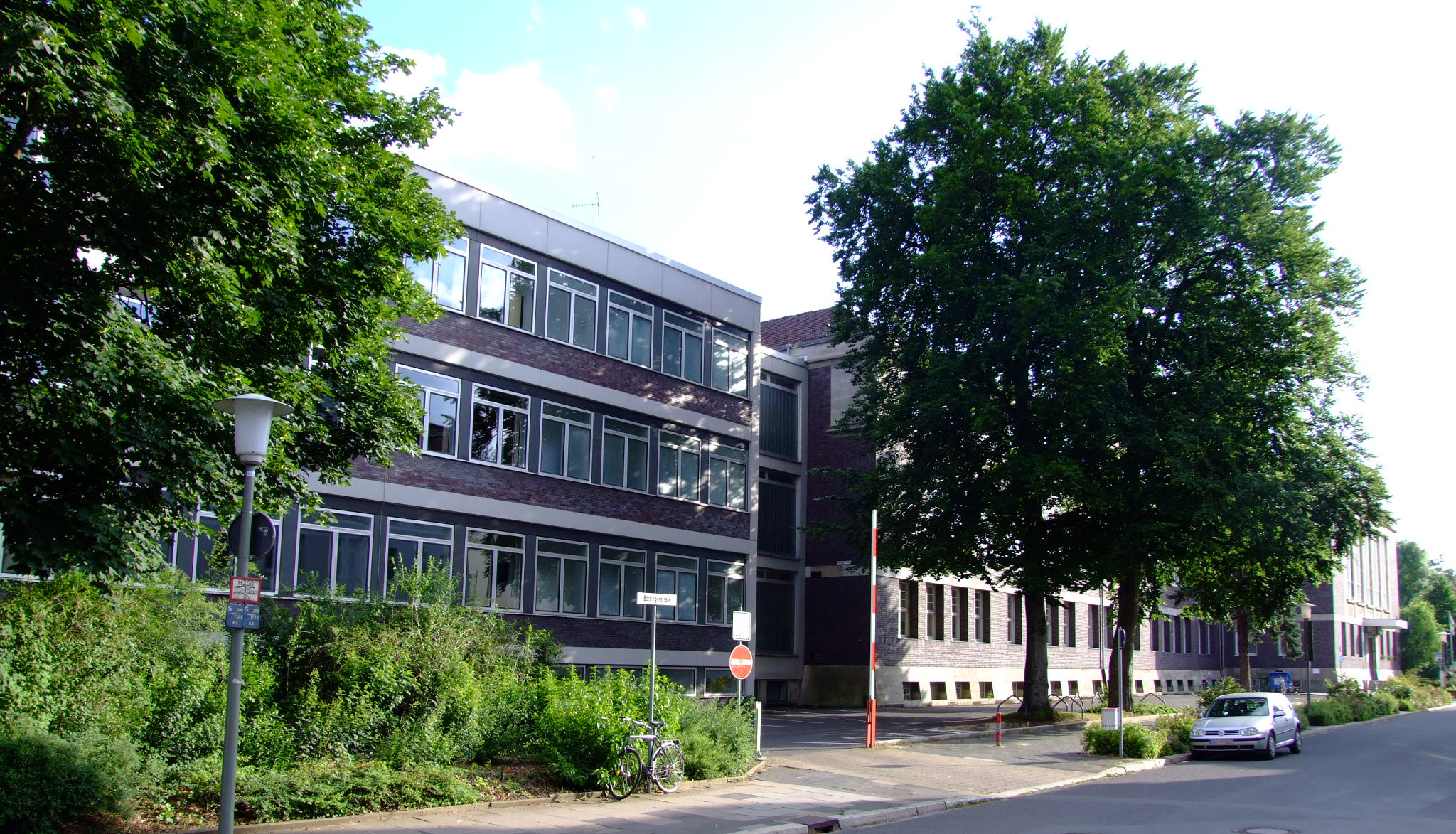
Anbau von 1970 und Verbindung zum alten Gebäudeteil

Das Felix-Klein-Gymnasium (FKG) ist ein Gymnasium in Göttingen. Der Name geht auf den Mathematiker Felix Klein zurück. Derzeit besuchen etwa 1.300 Schüler die Schule und werden von 106 Lehrern unterrichtet. Seit 1990 wird ein bilingualer Zweig und seit 1995 auch ein mathematisch-naturwissenschaftlicher Zweig angeboten.

## Geschichte
Vorläufer der Schule war die am 17. April 1890 eröffnete „Höhere Bürgerschule“ in der Roten Straße 16, die mit dem Anspruch einer „realitätsbezogenen, weiterführenden Bildungsstätte“ am 7. März 1890 von den Göttinger Schulpolitikern begründet wurde. Fortan sollten auch die Praktiker, wie Ingenieure, Kaufleute und andere, in den Genuss einer höheren Schulbildung kommen. Der Leiter der Schule war Direktor Persson. Zunächst jedoch war die Schule nur auf zwei Klassen beschränkt, der Sexta und Quinta. Erst im Folgejahr 1891 sollte sie noch eine dritte Klasse, die Quarta, sowie mit Hermann Ahrens einen eigenen Direktor bekommen. Die Klasse wurde dabei zunächst in ein Haus am Kornmarkt ausgelagert, die Schülerzahlen stiegen allmählich bis auf 113 an. Mit dieser Zunahme zeichnete sich ein Schulneubau immer mehr ab und wurde im Jahre 1892 schließlich auch realisiert, denn am 28. April wurde an der Ecke Lotzestraße-Walkemühlenweg, heute Böttingerstraße, die „Kaiser Wilhelm II. Oberrealschule für Knaben“ eröffnet. Nun bot die Schule Platz für annähernd 300 Schüler.
Ab 1894 verfügte die Schule über sämtliche Jahrgangsstufen und konnte erstmals Ostern 1895 20 Abiturienten der Abschlussklassen verabschieden. Das erste „richtige“ Abitur konnten die Schüler allerdings erst im Jahre 1906 feiern, da erst in diesem Jahr der Schule die staatliche Anerkennung als Oberschule und Vollanstalt zukam. Einhergehend mit der Abiturfeier fand im selben Jahr auch die Einweihung eines Anbaus statt. Im Jahre 1912 löste Max Heckhoff Hermann Ahrens als Direktor der Schule ab, auf der zu diesem Zeitpunkt bereits 350 Schüler den Unterricht besuchten. Diese mussten ein Schulgeld von jährlich 150 Mark aufbringen, für Auswärtige betrug der Betrag 180 beziehungsweise 230 Mark, je nachdem, ob die Schüler in Göttingen in Pension waren oder nicht. Drei Jahre später, zum 25 Jahrestag der Schulgründung, fiel das Jubiläum durch den Ersten Weltkrieg aus, in dem auch Max Heckhoff als Soldat in Verdun fiel. Während der Kriegszeit übernahm Ludwig Krätzschmar die Leitung der Schule, er wurde am 1. Juli 1919 von Walter Litzmann abgelöst. Litzmann selbst war ein enger Mitarbeiter Felix Kleins.
Ab 1925 hieß die Schule „Kaiser Wilhelm II. Oberrealschule mit Reformgymnasium“. Infolge weiterer Zunahmen der Schülerzahlen sah sich die Schule gezwungen, neben den eigenen Schulräumen Baracken und Gebäude der Voigtschule in der Bürgerstraße zu nutzen. Ein weiterer Neubau wurde darüber hinaus ins Auge gefasst, was aufgrund der prekären Wirtschaftslage der Stadt nicht ohne Probleme vonstattenging. Dennoch wurde 1926–1928 an der Böttingerstraße ein Neubau realisiert, der in Göttingen beispiellos war. Ein kompletter Flügel des neuen Schulgebäudes war den drei Naturwissenschaften Chemie, Biologie und Physik gewidmet, der einen naturwissenschaftlichen Unterricht unter günstigen Voraussetzungen erlaubte. Der Neubau kostete rund 1,7 Millionen Mark. Als Architekten der Schule gelten Göttingens Stadtbaurat Otto Frey und der Hochbauamtsarchitekt Walter Krauspe, die ein mit violetten Eisenschmelzklinkern verblendetes Gebäude schufen, das sich stilistisch an der Neuen Sachlichkeit orientierte. Nach zahlreichen Neugestaltungen der Räume hat sich die ursprüngliche Form im Innern des Gebäudes nur teilweise erhalten können. So wurde beispielsweise durch Abhängen der Decken das Monumentale gedämpft und die Nüchternheit der Räume durch eine neue Farbgebung übertüncht. Bis zum Beginn der 1930er Jahre etablierte sich allmählich die schlichtere Bezeichnung „Oberrealschule mit Reformrealgymnasium“.
Die Zeit des Dritten Reichs brachte auch Veränderungen für die Schule mit sich. Erstmals am 30. Januar 1933 wurde die Hakenkreuzfahne auf dem Turm gehisst. Die Schule erfuhr erneut eine Umbenennung und trug den Namen „Oberschule für Jungen“. Weitere Folgen für die Schule betraf die Entlassung des Oberschullehrers Rudolf Küchemann durch die NS-Diktatur, gegen das sich das Lehrerkollegium der Schule aussprach. Dennoch verhinderte ihr Protest nicht, dass ab 1933 die Mehrheit der Lehrer in die NSDAP eintrat, zwischen dem Konflikt von Politik und Bildung sahen die meisten Lehrer in ihrem Beruf eine Berufung und verbanden auf diese Weise Bildung mit der Politik. Der letzte jüdische Schüler machte im Herbst 1937 sein Abitur an der Schule. In den Folgejahren wurden die Lehrer vermehrt zum militärischen Einsatz herangezogen, dadurch mussten Ersatzkräfte, unter anderem Pensionäre, Lehrerinnen und Fachunterrichtende, in der Schule eingesetzt werden. Unter den Eingezogenen befand sich auch der entlassene Lehrer Küchemann, der 1941 an die Schule zurückkehrte. Bedingt durch den Krieg fanden immer wieder Unterrichtsverkürzungen und -umlegungen statt, die Feier zum 50. Jubiläum der Schule am 1. April 1940 wurde lediglich als schlichte Gedenkstunde durchgeführt. Nachdem bereits Lehrer zum Militäreinsatz berufen wurden, wurden ab September 1943 auch Schüler herangezogen. Sie erfuhren ihre ersten Einsätze als Luftwaffenhelfer, im Folgejahr im Schippeinsatz, und wurden im Dezember 1944 zusätzlich zum Einsatz im Volkssturm verpflichtet. Von Januar bis Oktober 1945 wurde die Schule parallel als Hilfslazarett benutzt, während der Einmarsch der Amerikaner den Unterricht beendete.
Im Juli 1945 begann man an der Schule den Unterricht wieder aufzunehmen. Zunächst fand dieses lediglich in den Mittelstufenklassen und mit wenigen Lehrern statt, da viele von ihnen das Entnazifizierungsverfahren durchlaufen mussten, ehe sie wieder auf eine Anstellung hoffen konnten. Im Dezember desselben Jahres wurde dann auch der Unterricht an den Unterstufenklassen wieder zugelassen, bevor schließlich im Februar 1946 die Oberstufe folgte. Zum 1. November 1946 legte Walter Litzmann nach 27 Jahren die Schulleitung ab. Die „Oberschule für Jungen“ zählte damals 830 Schüler, unter denen 242 Flüchtlingskinder waren. Auf einen offiziellen Nachfolger musste die Schule knapp über ein Jahr warten, ehe im September 1947 Friedrich Seyfahrt die Leitung übernahm. Unter seinem Rektorat gab es bereits 1948 einen Schüleraustausch mit Dänemark, ein Jahr später wurden auch Kontakte mit Frankreich geknüpft. Zum 100. Geburtstag ihres Namenspatrons am 30. April 1948 erhielt die Schule zudem einen neuen Namen, „Felix-Klein-Oberschule“. Die heutige Benennung „Felix-Klein-Gymnasium“ erfolgte 1956. Zum bedeutendsten Jahr in der unmittelbaren Nachkriegszeit sollte allerdings 1951 werden. Das Interesse an der Schule mit nunmehr 984 Schülern stieg, ebenso die Landschulheimaufenthalte im Landheim der Schule in Eddigehausen in einem alten Fachwerk-Bauernhof unterhalb der Burg Plesse. Auf Initiative von Erwin Helms fand ein Schüleraustausch mit der englischen Stadt Cheltenham statt. Dieser Austausch bildete dann auch den Beginn der Städtepartnerschaft zwischen Göttingen und Cheltenham.
Zusätzlich zu den intensivierten Auslandskontakten zog die Schule auch vermehrt die Aufmerksamkeit von namhaften Persönlichkeiten auf sich. Als ein Beispiel steht dafür der Vortrag vom 27. Mai 1957 des Physikers Carl Friedrich von Weizsäcker. Seine Rede fand im Rahmen der Göttinger Erklärung der 18 Physiker statt, die sich 1957 gegen eine Aufrüstung der Bundeswehr mit Atomwaffen richtete. Drei Jahre zuvor wurde Friedrich Seyfahrt von Hans Denecke in der Schulleitung abgelöst, der ein Jahr später, mit 1275 Schülern, eine neue Rekordzahl erreichte. Die Schülerzahlen sollten erst 1964 wieder, durch die Neugründung des Theodor-Heuss-Gymnasiums und der Neuordnung des Schulwesens in Göttingen, auf 779 zurückgehen. Ab dem 1. Juli 1959 wurde die Abschaffung des Schulgelds beschlossen, und drei Jahre später wechselte wieder die Schulleitung. Neuer Rektor wurde Fritz Focke. Während seiner Amtszeit ging unter der Leitung des Musiklehrers Franz Herzog aus dem Schulchor des FKG der Göttinger Knabenchor hervor, der am 27. September 1962 sein erstes Konzert in der Göttinger Jacobi-Kirche gab. Der Chor erzielte Erfolge im In- und Ausland, nahm Schallplatten auf und trat häufig im Radio sowie im Fernsehen auf. Noch heute probt der Chor in seinen ursprünglichen Probenräumen im FKG. Die Schule wechselte am 1. Januar 1965 in die Trägerschaft der Stadt über und feierte im Juli desselben Jahres ihr 75-jähriges Bestehen.
Die Schule war zu dieser Zeit noch eine reine Jungenschule, erst im Sommer 1970 wurden die ersten Mädchen in die Sexta aufgenommen. Vorangegangen waren zudem Schulverkürzungen im Jahr 1965/1966, um den Schuljahresbeginn von Ostern auf den Sommer zu verlegen, und die Einstellung von Karl-Peter Schwien als neuen Direktor der Schule. Verbunden mit seiner Person gab es einen Skandal ab Dezember 1969 um den rechtsextremen Lehrer Schinke. Bereits 1963 war die Schule in den Nachrichten vertreten, damals ging es um einen tödlichen Mordanschlag auf Adolf Kraus, welcher von einem ehemaligen Schüler getötet wurde. Trotz dieser Ereignisse expandierte die Schule weiter, so richtete man ein zeitgemäßes Sprachlabor ein und erweiterte den Gebäudekomplex um einen modernen Anbau im Januar 1970. Die Trägerschaft wechselte 1975 erneut und die Schule befand sich ab diesem Zeitpunkt unter der Oberaufsicht des Landkreises Göttingen. Im selben Jahr feierte das Gymnasium zudem sein 85. Jubiläum und den ersten Preis des Heinemann-Geschichts-Wettbewerbes, den die Schüler der Klasse 11R in Anwesenheit von Gustav Heinemann von Walter Scheel überreicht bekamen. Am 1. August 1976 wurden in den Jahrgängen 11 bis 13 der Sekundarstufe II nach Reformen an der Schule erstmals Leistungs- und Grundkurse eingeführt, die Reifeprüfung nannte man ab diesem Zeitpunkt Abiturprüfung, beziehungsweise im Mai 1978 „Reformabitur“. Von den damaligen 1444 Schülern waren 572 Schülerinnen, welche ab dem 1. August 1980 erstmals die Orientierungsstufe besuchen konnten.
In den 1980er-Jahren erhielt die Schule, seit den 60er- und 70er-Jahren unter den Schülern auch als „Sportler-Gymnasium“ betrachtet, eine neue Sporthalle, die am 1. Februar 1983 eingeweiht wurde. Kurz vor dem 100. Geburtstag der Schule riss man die alte Sporthalle der Schule 1987 ab, und der Bau für eine zweite Halle wurde am 1. Juni 1989 in Angriff genommen. Einen Monat später, am 18. Juli 1989, verabschiedete sich der langjährige Schulleiter Karl-Peter Schwien. Ein Beispiel, weshalb man die Schule eng mit Sport verband, lag unter anderem auch an dem Gewinn der Deutschen Meisterschaft eines Basketballteams im Rahmen der Veranstaltung Jugend trainiert für Olympia, das aus 13- bis 14-jährigen Schülern bestand. Ein Jahr zuvor beendete die Schule jedoch eine andere, lang gehegte Tradition und schloss 1982 ihr Landschulheim in Eddigehausen. Nachfolger von Schwien wurde Thomas Häntsch, unter dem die Schule von 10. bis 12. Mai 1990 ihr 100-jähriges Bestehen feierte. Bis heute besitzt die Schule, auch aufgrund ihres spezifisch naturwissenschaftlich ausgerichteten Profils, eine wichtige Rolle in der Göttinger Schullandschaft.

## Schulprofil
Seit Beginn des Schuljahres 2004/2005, durch die Abschaffung der Orientierungsstufe (OS) in Niedersachsen, werden am FKG auch wieder Schüler der 5. und 6. Klasse unterrichtet. Im Zuge dessen wurde das nahegelegene Gebäude der ehemaligen OS Jahnschule dem FKG angegliedert, das nun als „Kleiner Felix“ bezeichnet wird.
Zur Weltmeisterschaft 2006 wurde das FKG als „WM-Partnerschule für Mexiko“ ausgewählt. Hierbei handelt es sich im Falle des FKG um ein humanitäres Projekt, um Kinder und Jugendliche in Mexiko – beispielsweise durch Patenschaften – finanziell zu unterstützen.
Im selben Schuljahr startete ein Projekt zur Förderung von Sporttalenten mit speziellen Arbeitsgemeinschaften am Nachmittag.
Des Weiteren bietet das FKG seit dem Schuljahr 1990/1991 einen bilingualen Zweig, seit dem Schuljahr 1995/1996 einen mathematisch-naturwissenschaftlichen Zweig und seit dem Schuljahr 2007/2008 eine zusätzliche Förderung für sportlich begabte Jugendliche an. Im Dezember 2007 wurde das FKG als erste staatliche Schule in Niedersachsen als IB World School akkreditiert. Seit dem Schuljahr 2008/2009 können die Schüler damit im „Internationalen Zweig“ das IB Diploma Programm wählen. Das International Baccalaureate Diploma wird vom Land als Abitur anerkannt.
Die Schule bietet mehrere Austauschprogramme mit Schulen im Ausland, teils schon seit vielen Jahren. Unter anderem können die Schüler an einem etwa drei bis sechs Monate langen Austausch mit Mexiko teilnehmen. Es gibt außerdem Austausche nach Amiens, Villeurbanne bei Lyon und Australien.

## Prominente ehemalige Schüler
- Thomas Buergenthal (1934–2023), Richter am internationalen Gerichtshof in Den Haag
- Reiner Goguel (* 1935), Chemiker
- Jürgen Räuschel (1936–2005), Journalist und Verleger
- Helmut Henne (1936–2021), Linguist
- Robert Gernhardt (1937–2006), Dichter, Zeichner und Satiriker
- Otto Steiger (1938–2008), Wirtschaftswissenschaftler
- Burkhard Driest (1939–2020), Schauspieler, Schriftsteller, Drehbuchautor, Regisseur und Produzent
- Manfred J. M. Neumann (1940–2016), Ökonom und Professor an der Universität Bonn
- Werner Enke (* 1941), Schauspieler und Schriftsteller
- Peter Struck (1943–2012), Politiker (SPD)
- Matthias Koch (* 1943), Lehrer, Verleger und Investor
- Jörg Lücke (1944–2002), Rechtswissenschaftler und Hochschullehrer
- Horst Hippler (1946–2024), Physikochemiker und Präsident der Hochschulrektorenkonferenz
- Harald Range (1948–2018), Jurist und von 2011 bis 2015 Generalbundesanwalt beim Bundesgerichtshof
- Fritz Behrens (* 1948), Politiker (SPD)
- Herwig van Nieuwland (* 1952), Präsident des Niedersächsischen Staatsgerichtshofs und des Niedersächsischen Oberverwaltungsgerichts
- Olaf Kraemer (* 1959), Schriftsteller und Drehbuchautor
- Karlheinz Weißmann (* 1959), Historiker, Lehrer, Publizist der Neuen Rechten
- Guido Mann (* 1967), Hörfunk-Moderator, Journalist und Buchautor
- Bernd Upmeyer (* 1973), Architekt und Urbanist
- Oliver Sechting (* 1975), Regisseur und Autor
- Franziska Gude (* 1976), Hockeyspielerin
- Michael Fuhlrott (* 1980), Jurist
- Knut Höhler (* 1983), Leichtathlet und Arzt[5]
- Leonore Bartsch (* 1988), Popsängerin und Songwriterin (Queensberry)
- Felix Klieser (* 1991), Hornist